# ألين إف. مور
ألين إف. مور هو سياسي أمريكي، ولد في 30 سبتمبر 1869 في سانت تشارلز في الولايات المتحدة، وتوفي في 18 أغسطس 1945 في سان أنطونيو في الولايات المتحدة. نشط حزبياً في الحزب الجمهوري. وقد انتخب عضو مجلس النواب الأمريكي ‏.